# 18974 Brungardt
18974 Brungardt (2000 QX195) là một tiểu hành tinh vành đai chính được phát hiện ngày 28 tháng 8 năm 2000 bởi nhóm nghiên cứu tiểu hành tinh gần Trái Đất phòng thí nghiệm Lincoln ở Socorro.